# 大熊敏之
大熊 敏之（おおくま としゆき、1959年（昭和34年）1月1日 - ）は、日本の美術史家。富山大学大学院芸術文化研究科教授、日本大学芸術学部美術学科教授を歴任。研究分野は日欧近世近代美術交流史と工芸・デザイン史、日本伝統造型技芸史。
2005年以降、テレビ番組「開運!なんでも鑑定団」に置物、近代工芸担当の鑑定士として出演。

## 経歴
- 1959年1月1日 - 埼玉県大宮市（現・さいたま市）生まれ
- 1982年3月 - 早稲田大学第一文学部史学科美術史学専修卒業
- 1983年4月 - 北海道立近代美術館学芸員
- 1986年4月 - 北海道立函館美術館学芸員
- 1992年4月 - 北海道立近代美術館主任学芸員
- 1993年4月 - 宮内庁三の丸尚蔵館研究員
- 1998年1月 - 宮内庁三の丸尚蔵館主任研究官
- 2005年10月 - 富山大学芸術文化学部准教授
- 2011年4月 - 富山大学大学院芸術文化学研究科准教授
- 2014年1月 - 富山大学大学院芸術文化研究科教授
- 2019年4月 - 日本大学芸術学部美術学科教授
- 2024年3月 - 日本大学芸術学部美術学科教授を退任

## 研究業績
- 「絵画の明治 - 近代国家とイマジネーション」 毎日新聞社（共著）
- 「美術のゆくえ、美術史の現在 - 日本・近代・美術」平凡社（共著）
- 「感覚と構成のはざまで - 1930年代の日本画のモダニズム（日本美術院百年史第6巻）」日本美術院
- 「工芸と美術史学:絵画性と彫刻性の相克 − 近代日本における浮彫表現の位相をめぐって（日本における美術史学の成立と展開）」東京国立文化財研究所
- 第4回 倫雅美術奨励賞・美術史研究評論部門 受賞

## 社会活動
- 富山県立近代美術館収蔵作品評価委員ほか

## 主要著書論文
- 『日本の近代美術 第8巻』（大月書店、平成6年）
- 「1900年 パリ万国博覧会と日本の近代陶磁『万国博覧会と近代陶芸の黎明』展図録（愛知県陶磁資料館 京都国立近代美術館、平成12年）等 多数。